# معركة الشحر (1548)
كانت معركة الشحر مواجهة عسكرية وقعت عام 1548م بين البرتغاليين إلى جانب سعد بن عفرار حاكم سلطنة المهرة وسلطنة الكثيري التي استولت على المهرة من سعد. نجح البرتغاليون في الاستيلاء على الحصن القريب من الشحر من الكثيري. 

## خلفية
في أوائل عام 1548، ثارت مدينة عدن ضد الحكم العثماني، وأرسل السكان المحليون مبعوثين إلى جوا البرتغالية، وعرضوا عليهم أن يصبحوا تابعين لملك البرتغال، وسمحوا لهم بتثبيت حامية في المدينة مقابل الحماية ضد الأتراك. أرسل حاكم الهند، جواو دي كاسترو، ابنه دوم ألفارو دي كاسترو، على رأس قوة مكونة من 22 سفينة خفيفة و200 جندي إلى عدن في يناير 1548. قام دوم ألفارو بإرساء سفينته مع مجموعته بالقرب من أرخبيل على الساحل العربي يُعرف باسم "كاناكاريم"، حيث التقى دوم بايو دي نورونها أمام مجموعة صغيرة من ثلاث سفن خفيفة، الذي أبلغ دوم ألفارو أن الأتراك استعادوا المدينة بالفعل. فقرر دوم ألفارو أن يتوجه بأسطوله إلى الشحر ويدمر الحصن القريب منها والذي استولى عليه السلطان بدر الكثيري.

## الحصار
عند وصولهم إلى الشحر، نزل البرتغاليون من السفن دون عائق. طلب حاكم المهرة سعد بن عفرار وأخوه المساعدة من البرتغاليين لأن السلطان الكثيري بدر استولى على بلاد المهرة وقشن وولاياتها، فرفع الكثيريون راية بيضاء، ثم حمراء، وفتحوا النار على البرتغاليين. قام دوم ألفارو بقصفها، وإن كانت النتائج ضئيلة، لأنه كان يفتقر إلى المدفعية الثقيلة وقُتل حوالي 40 برتغاليًا. وبعد فترة من الوقت وصلت سفينتان كبيرتان مزودتان بمدافع حصار، تمكن البرتغاليون من خلالها من ضرب جدران الحصن بشدة، وفي غضون فترة قصيرة، أرسلت الحامية سليمان بن سعد بن سليمان المحمدي الذي سعى إلى الاستسلام مقابل الحرية، تم اقتحام الحصن في 7 أبريل وذُبحت حامية الكثيري. وتم تسليم الحصن إلى الإخوة عفرار. وأُسر سليمان بن سعد إلى جوا. عاد دوم ألفارو إلى جوا بحلول الرابع من مايو.

## فهرس
- لويس دي ألبوكيرك: يوميات رحلة د. ألفارو دي كاسترو إلى حضرموت عام 1548، في مجلة جامعة كويمبرا، كويمبرا، 1972.